# Revista de toros
Revista de toros fue un programa de televisión, emitido por La 1 de Televisión española entre 1973 y 1983.

## Formato
El programa comenzó como una sección de crónica taurina en el magazine televisivo Buenas tardes del que se encargaba la periodista y crítica taurina Mariví Romero. La buena aceptación obtenida por los espectadores provocó que el lanzamiento como programa autónomo en 1973.
Emitido los domingos a mediodía (más adelante los sábados), el espacio hacía un repaso de la actualidad del mundo de los toros durante la semana que finalizaba. Se combinaba la crítica taurina y entrevistas a los profesionales en plató por Romero con reportajes en las plazas durante las propias corridas por Manuel Moles, además subdirector y guionista del espacio. Durante los diez años de emisión tuvo buena aceptación por la crítica televisiva que alabó especialmente la calidad de imágenes, montaje y música utilizadas en los rodajes de exterior.
Tras la llegada a la dirección de RTVE de José María Calviño en 1983, se promovió una completa renovación de la programación y estilo de la cadena pública, lo que precipitó la cancelación del programa. Hasta el estreno del programa Tendido cero la televisión en España careció de un programa que hiciera repaso de las novedades del mundo de la tauromaquia.
Se trata de uno de los primeros programas en la historia de la televisión en España en ser dirigido por una mujer.